# Phyllodoce benedenii
Phyllodoce benedenii är en ringmaskart som först beskrevs av Hansen 1882.  Phyllodoce benedenii ingår i släktet Phyllodoce och familjen Phyllodocidae. Inga underarter finns listade i Catalogue of Life.